# Campeonato Africano de Atletismo de 2022 - Lançamento de dardo masculino
A prova do lançamento de dardo masculino do Campeonato Africano de Atletismo de 2022 foi disputada no dia 12 de junho, no Complexo Esportivo Nacional Cote d'Or, em Saint Pierre, na Maurícia.

## Recordes
Antes desta competição, os recordes mundiais e do campeonato nesta prova eram os seguintes:
|                       | Nome          | Nacionalidade | Distância | Local     | Data                 |
| --------------------- | ------------- | ------------- | --------- | --------- | -------------------- |
| Recorde mundial       | Jan Železný   | Chéquia       | 98m 48cm  | Jena      | 25 de maio de 1996   |
| Recorde do campeonato | Tom Petranoff | África do Sul | 87m 26cm  | Belle Vue | 28 de junho de 1992  |
| Recorde africano      | Julius Yego   | Quênia        | 92m 72cm  | Pequim    | 26 de agosto de 2015 |

## Medalhistas
| Ouro              | Prata                  | Bronze                              |
| Julius Yego (KEN) | Ihab Abdelrahman (EGY) | Phillippus Janse van Rensburg (RSA) |

## Cronograma
Todos os horários são locais (UTC+4). 
| Data        | Hora  | Evento |
| ----------- | ----- | ------ |
| 12 de junho | 15:15 | Final  |

## Resultado final
A final ocorreu dia 12 de junho às 15:15.
| Posição           | Atleta                        | Nacionalidade      | #1    | #2    | #3    | #4    | #5    | #6    | Resultado | Notas |
| ----------------- | ----------------------------- | ------------------ | ----- | ----- | ----- | ----- | ----- | ----- | --------- | ----- |
| Medalha de ouro   | Julius Yego                   | Quênia             | 79.62 | 77.82 | 78.57 | x     | –     | 79.62 |           |       |
| Medalha de prata  | Ihab Abdelrahman              | Egito              | 72.93 | 77.12 | 72.79 | x     | 73.66 | 71.63 | 77.12     |       |
| Medalha de bronze | Phillippus Janse van Rensburg | África do Sul      | 57.11 | 74.10 | 69.54 | 64.77 | 61.90 | x     | 74.10     |       |
| 4                 | Johann Grobler                | África do Sul      | 68.89 | 70.74 | 71.98 | 73.82 | x     | 68.90 | 73.82     |       |
| 5                 | Alexander Kiprotich           | Quênia             | 70.36 | 68.21 | x     | 69.36 | x     | 68.32 | 70.36     |       |
| 6                 | Maged Mohser El Badry         | Egito              | 63.19 | 60.70 | 70.19 | 67.53 | 63.10 | 60.55 | 70.19     |       |
| 7                 | Otagi Ogulla                  | Etiópia            | 61.04 | 64.22 | 68.97 | x     | 66.20 | 65.44 | 68.97     |       |
| 8                 | Adams Kure                    | Nigéria            | 61.77 | 66.30 | 67.04 | x     | 33.67 | x     | 67.04     |       |
| 9                 | Othow Okello                  | Etiópia            | 65.04 | 60.56 | 64.30 |       |       |       | 65.04     |       |
| 10                | Romaric Houenou               | Benim              | 58.25 | x     | 59.88 |       |       |       | 59.88     |       |
| 99                | Yannick Kibaya                | República do Congo |       |       |       |       |       |       | DNS       |       |
| 99                | Kareem Hussein                | Egito              |       |       |       |       |       |       | DNS       |       |
| 99                | Nafew Mohammed                | Gana               |       |       |       |       |       |       | DNS       |       |

Legenda
| Recorde mundial       | Recorde mundial (World record)               |                       | Recorde africano                      | Recorde africano (African) |                                           | Q | Classificado por posição (Qualified) |
| Recorde do campeonato | Recorde do campeonato (Championship record)  | Recorde da América    | Recorde da América (Americas)         | q                          | Classificado por melhor tempo (Qualified) |   |                                      |
| Melhor marca do ano   | Melhor marca do ano (World leading)          | Recorde asiático      | Recorde asiático (Asian)              | DNS                        | Não largou (Did not start)                |   |                                      |
| Recorde nacional      | Recorde nacional (National record)           | Recorde europeu       | Recorde europeu (European)            | DNF                        | Não terminou (Did not finish)             |   |                                      |
| Recorde pessoal       | Recorde pessoal do atleta (Personal best)    | Recorde da Oceania    | Recorde da Oceania (Oceania)          | DSQ / DQ                   | Desclassificado (Disqualified)            |   |                                      |
| Recorde da temporada  | Recorde da temporada do atleta (Season best) | Recorde sul-americano | Recorde sul-americano (South America) | NM                         | Sem marca (No mark)                       |   |                                      |